# Florence Henderson
Pour les articles homonymes, voir Henderson.
Florence Henderson, née le 14 février 1934 à Dale (Indiana) et morte le 24 novembre 2016 à Los Angeles (Californie), est une actrice américaine, chanteuse et animatrice à la télévision. Elle incarne depuis les années 1960 dans les médias l'image de la mère de famille de la classe moyenne américaine.

## Biographie
Henderson apparaît d'abord dans des spectacles musicaux en tournée : elle se produit dans Oklahoma! et South Pacific au Lincoln Center.
Elle débute à Broadway dans la comédie musicale Wish You Were Here (1952), puis dans la comédie à succès Fanny (1954, 888 représentations) où elle inaugure le rôle-titre. Elle apparaît ensuite aux côtés de Gordon MacRae dans l'épisode Oklahoma! d'une émission-hommage, Rodgers et Hammerstein (1954).
Henderson et Bill Hayes animent de 1958 à 1961 des publicités pour les voitures Oldsmobile dans l'émission télévisée The Patti Page Show.
Henderson triomphe à Broadway dans la comédie musicale The Girl Who Came to Supper (1963). En 1962, elle est récompensée du Prix Sarah Siddons pour ses rôles au théâtre de Chicago, et devient cette même année la première animatrice d'une émission de talk-show, The Tonight Show, que Jack Paar vient de quitter ; elle sera remplacée en octobre 1962 par Johnny Carson. Elle rejoint aussi le plateau de The Today Girl en mademoiselle météo dans l'émission matinale de NBC, prenant la succession de Barbara Walters.

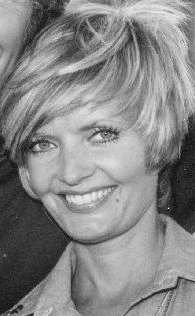
Florence Henderson dans son rôle le plus connu : celui de Carol Brady – la maman de la sitcom The Brady Bunch, une des émissions-phare de la télé américaine des années 1970.

Mais Henderson reste comme la vedette de l'émission The Brady Bunch diffusée par ABC de 1969 à 1974, où elle interprète le rôle de la maman, Carol Brady. Sa meilleure amie, Shirley Jones, avait refusé ce rôle, mais elle accepte finalement l'année suivante d'interpréter le rôle d'une mère de cinq enfants, Shirley Partridge, dans l’émission concurrente  The Partridge Family (1970-1974). TV Land and Entertainment Weekly classent Florence Henderson à la 54e place de leur classement des 100 icones de la télé américaine.
Henderson était souvent invitée dans la version originale du jeu télévisé Hollywood Squares et apparaissait de temps en temps dans le jeu The 25,000 $ Pyramid. Henderson a fait la promotion de l'huile alimentaire Wesson de 1976 à 1996, : elle animait une émission de gastronomie intitulée Country Kitchen sur TNN, et faisait de la publicité pour une chaîne de supermarchés du Wisconsin, Prange's. Elle a co-animé avec Jodi Applegate puis Asha Blake l’émission Later Today (1999-2000). Dans les années 2000, elle faisait la promotion des dentifrices Polident. En 2003, elle tourne en dérision son image publique dans un clip publicitaire d'Ozzy Osbourne pour Pepsi Twist.
À partir du milieu des années 1990, Florence Henderson interprète à la demande des organisateurs l'hymne God Bless America aux cérémonies d'inauguration des 500 miles d'Indianapolis, accompagnée par la fanfare de l'université Purdue,.
Elle figure dans un clip vidéo de « Weird Al » Yankovic, Amish Paradise. En 2002, elle est de nouveau remarquée pour son improvisation théâtrale dans Whose Line Is It Anyway?, aux côtés de Ryan Stiles et de Colin Mochrie.
De 2007 à 2009, Florence Henderson co-anime sur RLTV le talk show quotidien Living Live avec l'ex-star de Femmes d'affaires et Dames de cœur, Meshach Taylor. L'émission est aménagée pour la mettre en valeur, et s'intitule ensuite The Florence Henderson Show : elle est sélectionnée aux Emmy Award en 2010. En mai 2010, elle enregistre une série d'annonces publicitaires pour Fox Radio. Elle est l'invitée de l’émission de catch WWE Raw le 12 juillet 2010.
Henderson était de septembre à octobre 2010 l'une des douze vedettes, aux côtés de Corky Ballas (père du champion Mark Ballas) de l'émission Dancing with the Stars,. Elle fait une apparition surprise sur le plateau de l'émission « Le juste prix » (The Price Is Right), animée par Drew Carey, à l'occasion de la fête des mères, le 11 mai 2012. Depuis février 2013, elle animait sur RLTV sa propre émission gastronomique, Who's Cooking with Florence Henderson.

### Mort
Le 21 novembre 2016, Florence Henderson assistait à un enregistrement direct de Dancing with the Stars où elle accompagnait son amie Maureen McCormick (qui interprétait le rôle de sa fille dans « La Tribu Brady »). Hospitalisée le soir du 23 novembre à la clinique du Mont-Sinaï à Los Angeles, elle meurt le lendemain d'un arrêt cardiaque, a indiqué son agent Kayla Pressman,.

## Filmographie

### Cinéma
- 1970 : Song of Norway : Nina Grieg
- 1991 : Shakes the Clown : la femme inconnue
- 1994 : Y a-t-il un flic pour sauver Hollywood? (Naked Gun 33 1/3: The Final Insult) : Florence Henderson
- 1995 : La Tribu Brady (The Brady Bunch Movie) : Grand-Mère
- 2003 : Dickie Roberts: Ex-enfant star : Florence Henderson
- 2008 : For Heaven's Sake : Sarah Miller
- 2010 : Venus & Vegas : Carmen
- 2010 : The Christmas Bunny : Betsy Ross
- 2017 : Grandmothers Murder Club : Mimi

### Télévision
- 1954 : General Foods 25th Anniversary Show: A Salute to Rodgers and Hammerstein (téléfilm) : Laurey dans la séquence ' Oklahoma! '
- 1958 : Sing Along (série TV)
- 1958 : Les Quatre Filles du docteur March (Little Women) (téléfilm) : Meg March
- 1969-1974 : La Tribu Brady (série télévisée) (Brady Bunch) (série TV) : Mme Carol Brady
- 1975 : Médecins d'aujourd'hui (Medical Center) (série TV) : Jenny Delaney
- 1976 : Good Heavens (série TV) : Julia/Jane Grey
- 1976 : La croisière s'amuse (The Love Boat) (série TV) : Monica Richardson
- 1977-1978, 1980-1981, 1983, 1985, et 1987 : La croisière s'amuse (The Love Boat) (série TV) : Audrey Baynes / Diane DiMarzo / Christine Frank / Harriett Rogers / Annabelle Folker / Anita / Irene Patton / Carol Brady
- 1979, 1982-1983 : L'île fantastique (Fantasy Island) (série TV) : Jane Garwood / Laura Myles / Ellen Ashley
- 1981 : The Brady Girls Get Married (téléfilm) : Carol Ann Tyler Martin Brady
- 1981 : The Brady Brides (série TV) : Carol Brady
- 1981 : Pour l'amour du risque (Hart to Hart) (série TV) : Violet Casper
- 1982 : Police Squad! (série TV) : la femme abattue
- 1983 : Alice (série TV) : Sarah James
- 1984 : Glitter (série TV) : Vivian
- 1984 : Finder of Lost Loves (en) (série TV) : Lyla Armstrong
- 1985 : Espion modèle (Cover Up) (série TV) : Penelope Reinhart
- 1986 et 1990 : Arabesque (Murder She Wrote) (série TV) : Maria Morgana / Patty Sue Diamond
- 1988 : A Very Brady Christmas (téléfilm) : Carol Brady
- 1989 : Day by Day (série TV) : Carol Brady
- 1989 : Free Spirit (série TV) : Blanche Stillman
- 1990 : The Bradys (en) (série TV) : Carol Ann Tyler Martin Brady
- 1991 : Loin de ce monde (Out of this World) (série TV) : Florence
- 1993-1995 : Le monde de Dave (Dave's World) (série TV) : Maggie Colby
- 1994 : Roseanne (série TV) : Flo Anderson
- 1994 : The Mommies (en) (série TV) : Peggy
- 1995 : Night Stand (série TV) : Florence
- 1995 : Fudge (série TV) : Muriel
- 1997 : Ellen (série TV) : Madeline
- 1998 : Hercules (série TV) : Demeter
- 2000 : Ally McBeal (série TV) : Dr Shirley Grouper
- 2000 : Un gars du Queens (The King of Queens) (série TV) : Lily
- 2001 : Legend of the Candy Cane (téléfilm) : Thelma (Voix)
- 2002 : Maman en grève (Moms on Strike) (téléfilm) : Betty
- 2008 : Bricolage et remue-ménage (Ladies of the House) (téléfilm) : Rose Olmstead
- 2009 : Samantha Qui? (Samantha Who?) (série TV) : Loretta
- 2012 : The Cleveland Show (série TV) : la femme blanche / Nanny Barbara (voix)
- 2012 : Manny et ses outils (Handy Manny) (série TV) : tante Ginny (voix)
- 2012 : Mon Père Noël bien-aimé (Matchmaker Santa) (téléfilm) : Peggy Montgomery
- 2012 : Happily Divorced (série TV) : Elizabeth
- 2012 : 30 Rock (série TV) : Florence Henderson
- 2014 : Trophy Wife (série TV) : Frances Harrison
- 2014 : Instant Mom (série TV) : Carol Brady

## Distinctions
En 1962, elle est récompensée du prix Sarah-Siddons pour ses rôles au théâtre de Chicago.
Son émission The Florence Henderson Show est sélectionnée aux Emmy Awards en 2010.

## Anecdotes
Florence Henderson fut la Guest Host de WWE Raw le 12 juillet 2010.